# 腦動靜脈血管畸形
腦動靜脈血管畸形（英文：cerebral arteriovenous malformation，簡稱cAVM）是一種由於胚胎發育過程中的異常，造成腦部出現動靜脈血管直接連接的先天性畸形，主要病徵是腦部血管不正常聚集，使動脈內的血液不經微血管而直接注入靜脈，形成一種高流速及高壓力的血液短路，繼而增加腦內出血及中風的機會。
脑血管造影是诊断脑动静脉畸形的重要手段。MRI核磁共振成像、CT有助诊断。

## 外部連結
- The Aneurysm and AVM Foundation (TAAF) （页面存档备份，存于）